# اوبرشتدم
اوبرشتدم (به آلمانی: Oberstedem) یک شهر در آلمان است که در بیتبورگ-پروم واقع شده‌است.